# Now That's What I Call Music! 23 (série dos Estados Unidos)
Now That's What I Call Music! 23  é um álbum de coletânea que faz parte da série Now That's What I Call Music!, lançado em 2006.